# Prima Categoria Lombardia 1965-1966
Il campionato di calcio di Prima Categoria 1965-1966 è stato il V livello del campionato italiano. A carattere regionale, fu il settimo campionato dilettantistico con questo nome dopo la riforma voluta da Zauli del 1958.
Questi sono i gironi organizzati della regione Lombardia. In seguito alla decisione di espandere il campionato, venne decretato un blocco delle retrocessioni.

## Girone A

### Squadre partecipanti
| Squadra                          | Città (provincia)              | Stagione precedente |
| -------------------------------- | ------------------------------ | ------------------- |
| S.S. Aurora Travagliato          | Travagliato (BS)               |                     |
| U.S. Breno                       | Breno (BS)                     |                     |
| F.B.C. Chiari                    | Chiari (BS)                    |                     |
| U.S. Coffea Virle                | Virle Treponti di Rezzato (BS) |                     |
| A.C. Crema                       | Crema (CR)                     |                     |
| S.S. Dalmine                     | Dalmine (BG)                   |                     |
| U.S. Darfo Boario                | Darfo Boario Terme (BS)        |                     |
| U.S. Desenzano                   | Desenzano del Garda (BS)       |                     |
| U.S. Gandinese                   | Gandino (BG)                   |                     |
| A.S.C. Leffe                     | Leffe (BG)                     |                     |
| U.S. Melzo                       | Melzo (MI)                     |                     |
| A.S. Niggeler & Küpfler Capriolo | Capriolo (BS)                  |                     |
| U.S. Ponte San Pietro            | Ponte San Pietro (BG)          |                     |
| Calcistica Romanese              | Romano di Lombardia (BG)       |                     |
| A.C. Sebinia                     | Lovere (BG)                    |                     |
| G.S. Vertovese                   | Vertova (BG)                   |                     |

### Classifica finale
|  | Pos. | Squadra                     | Pt | G  | V  | N  | P  | GF | GS | DR  |
|  | ---- | --------------------------- | -- | -- | -- | -- | -- | -- | -- | --- |
|  | 1.   | Niggeler & Kupfler Capriolo | 45 | 30 | 18 | 9  | 3  | 46 | 18 | +28 |
|  | 2.   | Leffe                       | 40 | 30 | 15 | 10 | 5  | 37 | 19 | +18 |
|  | 3.   | Ponte San Pietro            | 39 | 30 | 14 | 11 | 5  | 39 | 25 | +14 |
|  | 4.   | Crema                       | 38 | 30 | 13 | 12 | 5  | 37 | 19 | +18 |
|  | 5.   | Romanese                    | 36 | 30 | 14 | 8  | 8  | 56 | 36 | +20 |
|  | 6.   | Dalmine                     | 35 | 30 | 11 | 13 | 6  | 35 | 24 | +11 |
|  | 7.   | Aurora Travagliato          | 33 | 30 | 11 | 11 | 8  | 34 | 34 | 0   |
|  | 8.   | Chiari                      | 32 | 30 | 9  | 14 | 7  | 31 | 32 | -1  |
|  | 9.   | Darfo Boario                | 30 | 30 | 8  | 14 | 8  | 28 | 30 | -2  |
|  | 9.   | Desenzano                   | 30 | 30 | 11 | 8  | 11 | 39 | 40 | -1  |
|  | 11.  | Melzo                       | 27 | 30 | 11 | 5  | 14 | 38 | 46 | -8  |
|  | 12.  | Sebinia                     | 25 | 30 | 7  | 11 | 12 | 26 | 30 | -4  |
|  | 13.  | Vertovese                   | 20 | 30 | 6  | 8  | 16 | 27 | 52 | -25 |
|  | 14.  | Gandinese                   | 19 | 30 | 5  | 9  | 16 | 23 | 41 | -18 |
|  | 15.  | Coffea Virle                | 16 | 30 | 3  | 10 | 17 | 24 | 46 | -22 |
|  | 16.  | Breno                       | 15 | 30 | 3  | 9  | 18 | 24 | 52 | -28 |

Legenda:
      Ammesso alle finali per la promozione in Serie D.
Regolamento:
Due punti a vittoria, uno a pareggio, zero a sconfitta.
Pari merito in caso di pari punti e spareggi in caso di pari punti in zona promozione e retrocessione.
Non sono previste retrocessioni in Seconda Categoria per allargamento dei quadri di Prima Categoria.

## Girone B

### Squadre partecipanti
| Squadra                    | Città (provincia)       | Stagione precedente |
| -------------------------- | ----------------------- | ------------------- |
| U.S. Aurora Brollo Desio   | Desio (MI)              |                     |
| Pol. Biassonese            | Biassono (MI)           |                     |
| F.C. Cantù                 | Cantù (CO)              |                     |
| U.S. Caratese              | Carate Brianza (MI)     |                     |
| U.S. Casatese              | Casatenovo (CO)         |                     |
| Centro Sociale Cooperativo | Cusano Milanino (MI)    |                     |
| F.B.C. Cinisello           | Cinisello Balsamo (MI)  |                     |
| G.S. Concorezzese          | Concorezzo (MI)         |                     |
| U.S. Folgore Verano        | Verano Brianza (MI)     |                     |
| G.S. Fonte di Gayum        | Canzo (CO)              |                     |
| G.S. M.T.C. Meda           | Meda (MI)               |                     |
| U.S. Morbegnese            | Morbegno (SO)           |                     |
| S.S. Pro Lissone           | Lissone (MI)            |                     |
| A.C. Pro Sesto             | Sesto San Giovanni (MI) |                     |
| F.B.C. Seregno             | Seregno (MI)            |                     |
| U.S. Vimercatese           | Vimercate (MI)          |                     |

### Classifica finale
|  | Pos. | Squadra                    | Pt | G  | V  | N  | P  | GF | GS | DR  |
|  | ---- | -------------------------- | -- | -- | -- | -- | -- | -- | -- | --- |
|  | 1.   | Pro Sesto                  | 45 | 30 | 19 | 7  | 4  | 49 | 19 | +30 |
|  | 2.   | MCT Meda                   | 45 | 30 | 18 | 9  | 3  | 44 | 19 | +25 |
|  | 3.   | Seregno                    | 37 | 30 | 12 | 13 | 5  | 32 | 17 | +15 |
|  | 4.   | Aurora Brollo Desio        | 36 | 30 | 14 | 8  | 8  | 43 | 26 | +17 |
|  | 4.   | Folgore Verano             | 36 | 30 | 15 | 6  | 9  | 40 | 26 | +14 |
|  | 4.   | Cinisello                  | 36 | 30 | 12 | 12 | 6  | 38 | 24 | +14 |
|  | 7.   | Caratese                   | 33 | 30 | 11 | 11 | 8  | 51 | 36 | +15 |
|  | 7.   | Vimercatese                | 33 | 30 | 11 | 11 | 8  | 33 | 35 | -2  |
|  | 9.   | Concorezzese               | 29 | 30 | 9  | 11 | 10 | 33 | 31 | +2  |
|  | 10.  | Casatese                   | 28 | 30 | 10 | 8  | 12 | 36 | 41 | -5  |
|  | 11.  | Morbegnese                 | 26 | 30 | 9  | 8  | 13 | 30 | 40 | -10 |
|  | 11.  | Fonte di Gayum             | 26 | 30 | 8  | 10 | 12 | 26 | 38 | -12 |
|  | 11.  | Biassonese                 | 26 | 30 | 8  | 10 | 12 | 35 | 48 | -13 |
|  | 14.  | Pro Lissone (-1)           | 21 | 30 | 6  | 10 | 14 | 28 | 39 | -11 |
|  | 15.  | Centro Sociale Cooperativo | 12 | 30 | 4  | 4  | 22 | 19 | 61 | -42 |
|  | 16.  | Cantù                      | 8  | 30 | 3  | 2  | 25 | 12 | 53 | -41 |

Legenda:
      Ammesso alle finali per la promozione in Serie D.
Regolamento:
Due punti a vittoria, uno a pareggio, zero a sconfitta.
Pari merito in caso di pari punti e spareggi in caso di pari punti in zona promozione e retrocessione.
Non sono previste retrocessioni in Seconda Categoria per allargamento dei quadri di Prima Categoria.
Note:
Pro Lissone ha scontato 1 punto di penalizzazione in classifica per una rinuncia.

### Spareggio per il 1º posto in classifica e accesso alle finali
|           | Risultato |                   | Luogo e data         |
| --------- | --------- | ----------------- | -------------------- |
| Pro Sesto | 1 - 0     | M.T.C. Meda (dts) | Como, 29 maggio 1966 |
|           |           |                   |                      |

## Girone C

### Squadre partecipanti
| Squadra              | Città (provincia)       | Stagione precedente |
| -------------------- | ----------------------- | ------------------- |
| S.C. Antoniana       | Busto Arsizio (VA)      |                     |
| S.S. Audax Ignis     | Gavirate (VA)           |                     |
| G.S. Carlo Mocchetti | San Vittore Olona (MI)  |                     |
| U.S. Caronnese       | Caronno Pertusella (VA) |                     |
| U.S. Cassanesi       | Cassano Magnago (VA)    |                     |
| D.A. Innocenti       | Milano                  |                     |
| U.S. Inveruno        | Inveruno (MI)           |                     |
| Koplon Snia Calcio   | Cesano Maderno (MI)     |                     |
| F.B.C. Luino         | Luino (VA)              |                     |
| U.S. Mozzatese       | Mozzate (CO)            |                     |
| A.C. Nuvolone        | Milano                  |                     |
| A.C. Parabiago       | Parabiago (MI)          |                     |
| U.S. Rescaldinese    | Rescaldina (MI)         |                     |
| F.B.C. Rhodense      | Rho (MI)                |                     |
| S.S. Sommese         | Somma Lombardo (VA)     |                     |
| U.S. Turbighese      | Turbigo (MI)            |                     |

### Classifica finale
|  | Pos. | Squadra         | Pt | G  | V  | N  | P  | GF | GS | DR |
|  | ---- | --------------- | -- | -- | -- | -- | -- | -- | -- | -- |
|  | 1.   | Caronnese       | 42 | 30 | 16 | 10 | 4  | 47 | 22 |    |
|  | 2.   | Sommese         | 39 | 30 | 15 | 9  | 6  | 53 | 30 |    |
|  | 3.   | Koplon Snia     | 38 | 30 | 14 | 10 | 6  | 38 | 25 |    |
|  | 4.   | Luino           | 36 | 30 | 15 | 6  | 9  | 49 | 27 |    |
|  | 5.   | Audax Ignis     | 34 | 30 | 11 | 12 | 7  | 34 | 26 |    |
|  | 6.   | Cassanesi       | 33 | 30 | 13 | 7  | 10 | 34 | 32 |    |
|  | 6.   | Inveruno        | 33 | 30 | 10 | 13 | 7  | 41 | 34 |    |
|  | 8.   | Innocenti       | 32 | 30 | 10 | 12 | 8  | 39 | 35 |    |
|  | 8.   | Carlo Mocchetti | 32 | 30 | 13 | 6  | 11 | 32 | 34 |    |
|  | 10.  | Antoniana       | 29 | 30 | 7  | 15 | 8  | 20 | 22 |    |
|  | 10.  | Nuvolone        | 29 | 30 | 12 | 5  | 13 | 46 | 36 |    |
|  | 12.  | Mozzatese       | 25 | 30 | 10 | 8  | 12 | 44 | 60 |    |
|  | 13.  | Parabiago       | 23 | 30 | 8  | 7  | 15 | 28 | 47 |    |
|  | 14.  | Rescaldinese    | 22 | 30 | 6  | 10 | 14 | 18 | 34 |    |
|  | 15.  | Turbighese      | 15 | 30 | 5  | 5  | 20 | 31 | 59 |    |
|  | 16.  | Rhodense        | 15 | 30 | 4  | 7  | 19 | 29 | 60 |    |

Legenda:
      Ammesso alle finali per la promozione in Serie D.
Regolamento:
Due punti a vittoria, uno a pareggio, zero a sconfitta.
Pari merito in caso di pari punti e spareggi in caso di pari punti in zona promozione e retrocessione.
Non sono previste retrocessioni in Seconda Categoria per allargamento dei quadri di Prima Categoria.

## Girone D

### Squadre partecipanti
| Squadra                      | Città (provincia)          | Stagione precedente |
| ---------------------------- | -------------------------- | ------------------- |
| G.S. Banco Ambrosiano        | Milano                     |                     |
| F.B.C. Belgioioso Constantes | Belgioioso (PV)            |                     |
| U.S. Castellana              | Castel San Giovanni (PC)   |                     |
| A.C. Codogno                 | Codogno (MI)               |                     |
| U.S. Corsico                 | Corsico (MI)               |                     |
| U.S. Fiorenzuola             | Fiorenzuola d'Arda (PC)    |                     |
| U.S. Gragnano                | Gragnano Trebbiense (PC)   |                     |
| U.S. Melegnanese             | Melegnano (MI)             |                     |
| U.S. Mortara                 | Mortara (PV)               |                     |
| U.S. Pergolettese            | Crema (CR)                 |                     |
| U.S. Pievese                 | Pieve del Cairo (PV)       |                     |
| U.S. Pontolliese             | Ponte dell'Olio (PC)       |                     |
| A.C. Pro Piacenza            | Piacenza                   |                     |
| A.S. Sangiulianese           | San Giuliano Milanese (MI) |                     |
| A.C. Sant'Angelo             | Sant'Angelo Lodigiano (MI) |                     |
| A.C. Vigevano                | Vigevano (PV)              |                     |

### Classifica finale
|  | Pos. | Squadra               | Pt | G  | V  | N  | P  | GF | GS | DR  |
|  | ---- | --------------------- | -- | -- | -- | -- | -- | -- | -- | --- |
|  | 1.   | Pergolettese          | 44 | 30 | 17 | 10 | 3  | 59 | 17 | +42 |
|  | 2.   | Vigevano              | 40 | 30 | 15 | 10 | 5  | 42 | 20 | +22 |
|  | 2.   | Pontolliese           | 40 | 30 | 15 | 10 | 5  | 44 | 27 | +17 |
|  | 4.   | Banco Ambrosiano      | 33 | 30 | 10 | 13 | 7  | 26 | 26 | 0   |
|  | 4.   | Pro Piacenza          | 33 | 30 | 10 | 13 | 7  | 38 | 27 | +11 |
|  | 6.   | Mortara               | 32 | 30 | 11 | 10 | 9  | 51 | 42 | +9  |
|  | 6.   | Castellana            | 32 | 30 | 13 | 6  | 11 | 34 | 30 | +4  |
|  | 8.   | Sangiulianese         | 30 | 30 | 10 | 11 | 9  | 41 | 40 | +1  |
|  | 8.   | Gragnano              | 30 | 30 | 11 | 9  | 10 | 30 | 27 | +3  |
|  | 10.  | Codogno               | 28 | 30 | 10 | 8  | 12 | 36 | 38 | -2  |
|  | 11.  | Belgioioso Constantes | 26 | 30 | 8  | 10 | 12 | 35 | 43 | -8  |
|  | 12.  | Pievese               | 24 | 30 | 7  | 10 | 13 | 35 | 46 | -11 |
|  | 13.  | Melegnanese           | 22 | 30 | 7  | 8  | 15 | 33 | 48 | -15 |
|  | 13.  | Fiorenzuola           | 22 | 30 | 5  | 12 | 13 | 34 | 60 | -26 |
|  | 15.  | Sant'Angelo           | 21 | 30 | 8  | 5  | 17 | 25 | 47 | -22 |
|  | 16.  | Corsico               | 16 | 30 | 4  | 13 | 13 | 27 | 49 | -22 |

Legenda:
      Ammesso alle finali per la promozione in Serie D.
Regolamento:
Due punti a vittoria, uno a pareggio, zero a sconfitta.
Pari merito in caso di pari punti e spareggi in caso di pari punti in zona promozione e retrocessione.
Non sono previste retrocessioni in Seconda Categoria per allargamento dei quadri di Prima Categoria.

## Spareggi promozione

### Classifica finale
|  | Pos. | Squadra                    | Pt | G | V | N | P | GF | GS | DR |
|  | ---- | -------------------------- | -- | - | - | - | - | -- | -- | -- |
|  | 1.   | Pro Sesto                  | 8  | 6 | 3 | 2 | 1 | 9  | 1  | +8 |
|  | 2.   | Niggeler & Kupfer Capriolo | 8  | 6 | 2 | 4 | 0 | 5  | 1  | +4 |
|  | 3.   | Pergolettese               | 4  | 6 | 1 | 2 | 3 | 3  | 8  | -5 |
|  | 4.   | Caronnese                  | 4  | 6 | 1 | 2 | 3 | 4  | 11 | -7 |

Legenda:
      Promosso in Serie D 1966-1967.
Regolamento:
Due punti a vittoria, uno a pareggio, zero a sconfitta.
Pari merito in caso di pari punti e spareggi in caso di pari punti in zona promozione e retrocessione.

### Calendario
| Andata (1ª) | Andata (1ª) | 1ª giornata             | Ritorno (4ª) | Ritorno (4ª) |
|             |             |                         |              |              |
| 22 mag.     | 1-1         | Caronnese -Pergolettese | 1-2          | 12 giu.      |
| 5 giu.      | 0-0         | Pro Sesto-Capriolo      | 0-0          | 12 giu.      |

| Andata (2ª) | Andata (2ª) | 2ª giornata            | Ritorno (5ª) | Ritorno (5ª) |
|             |             |                        |              |              |
| 29 mag.     | 3-0         | Capriolo-Caronnese     | 1-1          | 19 giu.      |
| 9 giu.      | 0-2         | Pergolettese-Pro Sesto | 0-3          | 19 giu.      |

| \| Andata (3ª) \| Andata (3ª) \| 3ª giornata \| Ritorno (6ª) \| Ritorno (6ª) \| \| \| \| \| \| \| \| 2 giu. \| 1-0 \| Caronnese-Pro Sesto \| 0-4 \| 26 giu. \| \| 2 giu. \| 0-0 \| Pergolettese-Capriolo \| 0-1 \| 26 giu. \| |             |                       |              |              |
| Andata (3ª) | Andata (3ª) | 3ª giornata           | Ritorno (6ª) | Ritorno (6ª) |
| |             |                       |              |              |
| 2 giu. | 1-0         | Caronnese-Pro Sesto   | 0-4          | 26 giu.      |
| 2 giu. | 0-0         | Pergolettese-Capriolo | 0-1          | 26 giu.      |

### Libri
- Annuario F.I.G.C. 1965-66, Roma (1966) conservato presso:
  - tutti i Comitati Regionali F.I.G.C.-L.N.D.;
  - la Lega Nazionale Professionisti;
  - la Biblioteca Nazionale Centrale di Firenze;
  - la Biblioteca Nazionale Centrale di Roma;

### Giornali
- Archivio della Gazzetta dello Sport, stagione 1965-66, consultabile presso le Biblioteche:
  - Biblioteca Nazionale Braidense di Milano;
  - Biblioteca Nazionale Centrale di Firenze;
  - Biblioteca Nazionale Centrale di Roma;
  - Biblioteca Civica Berio di Genova;
  - e presso Emeroteca del C.O.N.I. di Roma (non è online ma è da consultare in sede).
- Pietro Serina, La Sebinia - Un secolo della nostra storia, Castenedolo, Stampato da Stilgraf, settembre 2000,  p. 108.